# U-599
U-599 – niemiecki okręt podwodny typu VIIC z okresu II wojny światowej. Wyporność okrętu wynosiła 769 ton w położeniu nawodnym i 871 ton pod wodą, a jego główną bronią było 14 torped kalibru 533 mm wystrzeliwanych z pięciu wewnętrznych wyrzutni. Jednostka rozwijała na powierzchni prędkość ponad 17 węzłów, osiągając zasięg 8500 Mm przy prędkości 10 węzłów.
Jednostka została zwodowana 15 października 1941 roku w stoczni Blohm & Voss w Hamburgu, a 4 grudnia 1941 roku wcielona do służby w Kriegsmarine. Okręt, pływający w składzie 1. Flotylli U-Bootów, został zatopiony 24 października 1942 roku podczas pierwszego atlantyckiego patrolu wraz z całą załogą na północny zachód od przylądka Finisterre bombami głębinowymi przez samolot bombowy Consolidated B-24 Liberator z 224. Eskadry RAF.

## Projekt i budowa
Jednostki typu VIIC były kolejnym ewolucyjnym ulepszeniem najliczniej budowanych w Niemczech okrętów typu VII. Poprzednik – typ VIIB – miał zbyt mały zasięg i za mało miejsca pod pokładem, by móc zainstalować sonar. Opracowany w 1938 roku projekt nowego okrętu różnił się od poprzedniej wersji m.in. zwiększoną grubością blach kadłuba sztywnego (z 16 do 18,5 mm, co zwiększyło maksymalną głębokość zanurzenia z 200 metrów do 250–280 metrów), przedłużeniem kadłuba o 60 cm i kiosku o 30 cm oraz powiększeniem zbiorników paliwa o 5,4 m³, co poprawiło zasięg. Dzięki powiększonym rozmiarom, oprócz sonaru pasywnego Gruppenhorchgerät (GHG) zainstalowano  sonar aktywny S-Gerät. Do zakończenia wojny do służby weszło 568 okrętów typu VIIC .
U-599 zamówiono 22 maja 1940 roku . Został zbudowany w stoczni Blohm & Voss w Hamburgu jako jeden z 171 okrętów typu VIIC zamówionych w tej wytwórni . U-599 otrzymał numer stoczniowy 99 (Werk 99) . Stępkę okrętu położono 27 stycznia 1941 roku, a zwodowany został 15 października 1941 roku .

## Dane taktyczno-techniczne

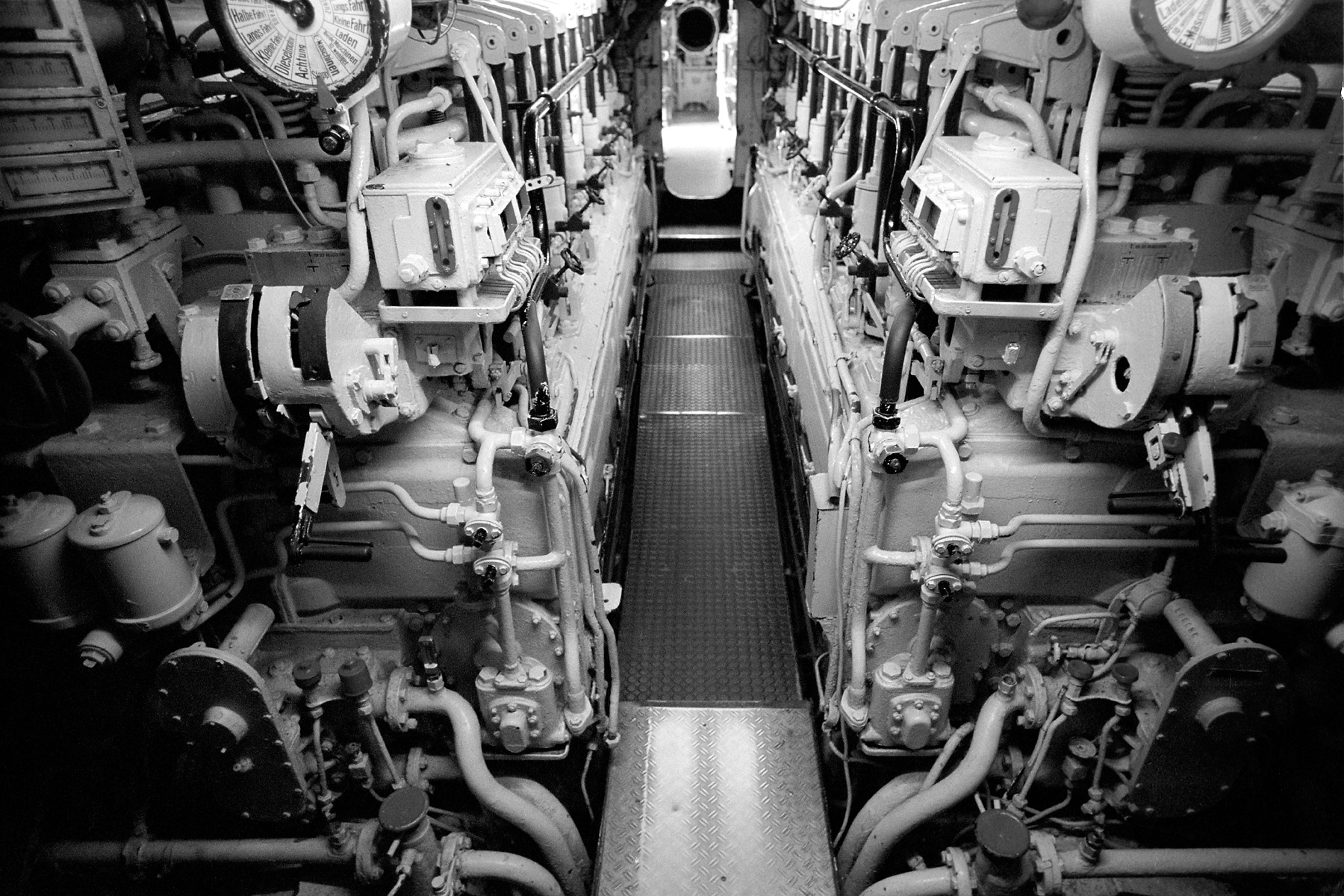
Wnętrze przedziału silników wysokoprężnych

U-599 był średniej wielkości okrętem podwodnym o konstrukcji dwukadłubowej. Długość całkowita wynosiła 67,1 metra, szerokość 6,2 metra i zanurzenie 4,74 metra . Wysokość (od stępki do szczytu kiosku) wynosiła 9,6 metra . Wykonany ze stali pancernej CM 351 o grubości 18,5 mm kadłub sztywny miał 50,5 metra długości i 4,7 metra szerokości. Podzielony był grodziami na sześć przedziałów wodoszczelnych: (od dziobu): I – przedział torpedowy ze sterami głębokości oraz GHG, II – przedział akumulatorów wraz z pomieszczeniami załogi, magazynem amunicji i toaletą, III – centrala z pomieszczeniem wielofunkcyjnym (mieszczącym drugą baterię akumulatorów, pomieszczenia załogi i kambuz), IV – przedział silników spalinowych, V – przedział silników elektrycznych, VI – rufowy przedział torpedowy ze sterami kierunku i głębokości. Kadłub ciśnieniowy otoczony był kadłubem lekkim wykonanym z blach o grubości 4–8 mm. Wyporność w położeniu nawodnym wynosiła 769 ton, a w zanurzeniu 871 ton.
Okręt napędzany był na powierzchni przez dwa 6-cylindrowe, czterosuwowe silniki wysokoprężne Krupp-Germaniawerft F46 z doładowaniem o łącznej mocy 3200 KM przy 470-490 obr./min, a pod wodą poruszał się dzięki dwóm silnikom elektrycznym prądu stałego BBC GG UB720/8 o łącznej mocy 750 KM przy 295 obr./min . Dwa wały napędowe obracały dwie śruby, które dawały maksymalną prędkość 17–17,6 węzła na powierzchni i 7,6 węzła w zanurzeniu . Zasięg wynosił 8500 Mm przy prędkości 10 węzłów w położeniu nawodnym (3250 Mm przy prędkości maksymalnej) oraz 80 Mm przy prędkości 4 węzłów pod wodą (130 Mm przy 2 węzłach). Zbiorniki mieściły 113,47 tony paliwa, a energia elektryczna magazynowana była w dwóch bateriach akumulatorów AFA 33 MAL 800 E po 62 ogniwa o łącznej pojemności 9160 Ah, masie 62 tony i czasie rozładowania 20 godzin. Dopuszczalna głębokość zanurzenia okrętu wynosiła 100 metrów, a głębokość zgniecenia 250–280 metrów .
Okręt wyposażony był w pięć wyrzutni torped kalibru 533 mm (cztery na dziobie i jedną rufową), z łącznym zapasem 14 torped (wymiennie okręt mógł przenosić 26 min typu TMA lub 39 min typu TMB). Uzbrojenie artyleryjskie stanowiło umieszczone przed kioskiem działo pokładowe kalibru 88 mm SK C/35 L/45, z zapasem amunicji wynoszącym 220–250 naboi oraz pojedyncze działko przeciwlotnicze kalibru 20 mm C/38 L/65 . Jednostka wyposażona też była w pasywny sonar GHG i aktywny S-Gerät, a do obserwacji służyły dwa peryskopy Zeissa: bojowy i nocny .
Załoga okrętu składała się z czterech oficerów oraz 40 podoficerów i marynarzy.

## Służba
U-599 został wcielony do służby w Kriegsmarine 4 grudnia 1941 roku . Dowództwo okrętu objął kpt. mar. (niem. Kapitänleutnant) Wolfgang Breithaupt . U-Boot otrzymał numer poczty polowej M 43 302. Do 30 sierpnia 1942 roku załoga jednostki przechodziła szkolenie w składzie 8. Flotylli U-Bootów, operując z Królewca i Gdańska .

### Pierwszy rejs bojowy i utrata okrętu
27 sierpnia 1942 roku okręt wyszedł z Kilonii, udając się na swój pierwszy wojenny patrol . 1 września został przyporządkowany do 1. Flotylli U-Bootów w Breście . W dniach 13–22 września wchodził w skład wilczego stada „Lohs”  . 18 września U-599 na podstawie informacji z B-Dienst wykrył płynący na wschód konwój SC-100 i przekazał tę informację  innym okrętom. Atak na konwój został jednak przerwany z powodu złych warunków atmosferycznych. Między 22 a 26 września U-Boot należał do stada „Blitz”, od 26 do 30 września operował w ramach stada „Tiger”, a od 5 do 19 października został przyporządkowany do stada „Wotan”  .
24 października na północny zachód od przylądka Finisterre U-599 został zaatakowany bombami głębinowymi przez samolot bombowy Consolidated B-24 Liberator G z 224. Eskadry RAF. W wyniku ataku U-Boot zatonął na pozycji 46°07′N 17°40′W/46,116667 -17,666667 wraz z całą, liczącą 44 osoby załogą, po patrolu trwającym 59 dni .